# Léo et Lola

Léo et Lola est une série de bande dessinée destinée aux enfants à partir de 7 ans. Chaque album regroupe des histoires composées de 2 à 8 pages. Ces récits ont parfois un lien entre eux.

## Les auteurs
- Scénario : Marc Cantin et Isabel
- Dessins : Thierry Nouveau
- Couleurs : Laurence Croix

## Synopsis
De scènes de ménages en bagarres, un frère, Léo, et sa sœur, Lola, racontent leur vie de famille... comme les autres. La série possède une particularité : Les parents de Léo et Lola sont séparés. Les enfants "naviguent" donc entre leurs deux domiciles.

## Albums
- Tome 1 : On s'aime trop ![3]
- Tome 2 : Chez Papi et Mamie ![4]
- Tome 3 : Vive les vacances ![5]
- Tome 4 : À l'école ![6]
- Tome 5 : Joyeux Noël[7]
- Tome 6 : Pagaille à la cuisine[8]
- Tome 7 : Tous dans le bain[9]
- Tome 8 : Tous copains !
- Tome 9 : On prend de la hauteur
- Tome 10: Même pas peur !

## Publication
« Léo et Lola » a été publié dans divers journaux à l’étranger (Italie, Égypte, Turquie…), ainsi qu’en France dans les magazines Je Lis Déjà et Pirouette (Fleurus)

## Éditeurs
- Le Lombard, (2006-2010)
- Clair de Lune (depuis 2011)